# Schloss Ratibořice

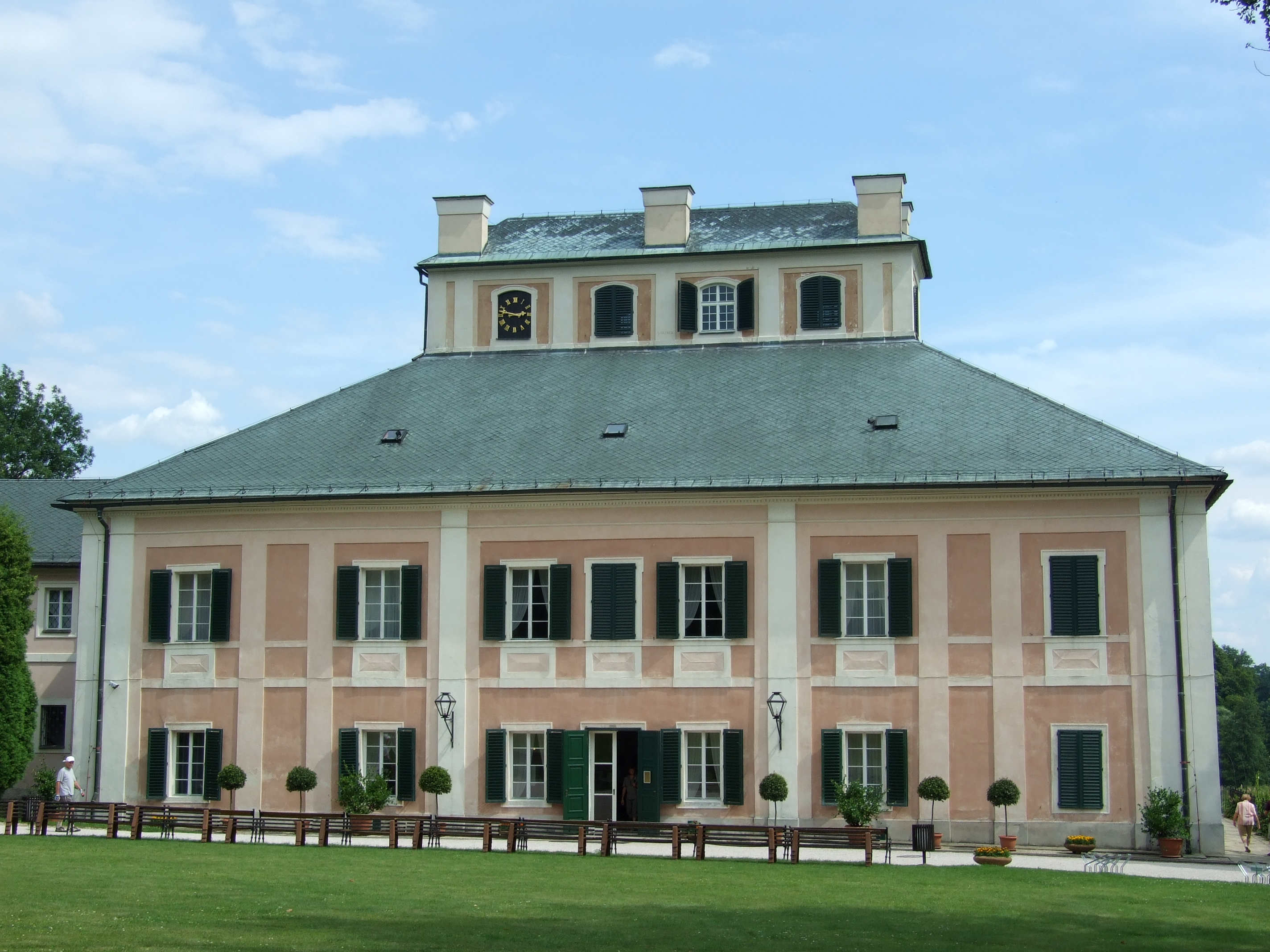
Schloss Ratibořice, Ostseite

Schloss Ratibořice [ˈracɪbor̩ɪt͡sɛ] (deutsch: Ratiborschitz) liegt an der Aupa nahe Česká Skalice. Es gehört zum Okres Náchod in Tschechien.

## Geschichte
Dorf und Kastell Ratibořice wurden erstmals 1388 als Besitz des Vaněk von Žampach erwähnt. 1464 gehörten sie zur Herrschaft Rýzmburk, jedoch soll 1534 das Kastell verlassen gewesen sein. 1582 erwarb es Jaroslav Smiřický von Smiřice und inkorporierte es in seine Herrschaft Nachod, mit der es bis in die Neuzeit verbunden blieb.
Lorenzo Piccolomini ließ 1708 durch den Baumeister Andreas Tetílek aus Hohenmauth an der Stelle eines älteren Herrschaftshauses ein Barocklustschloss im italienischen Stil errichten, an das im 18. Jahrhundert ein länglicher Flügel für Bedienstete angebaut wurde. 1810–1812 wurde das Schloss als Sommerresidenz für Herzogin Katharina Wilhelmine von Sagan im Empirestil umgebaut.
Im Juni 1813 fand im Schloss eine Begegnung zwischen dem österreichischen Kanzler Metternich und dem russischen Zar Alexander I. statt. Zusammen mit anderen hochrangigen Persönlichkeiten führten sie hier Vorgespräche für die anschließenden Verhandlungen auf Schloss Opočno über das weitere Vorgehen der Allianz gegen Napoleon I.
Nach Wilhelmines Tod verkaufte ihre Schwester Pauline von Hohenzollern das Schloss Ratibořice zusammen mit der Herrschaft Nachod an Octavio zur Lippe-Biesterfeld, der es 1842 an Fürst Georg Wilhelm aus dem regierenden Haus Schaumburg-Lippe verkaufte, in dessen Familie es bis zur Enteignung 1945 verblieb. Im Jahre 1864 wurde hier Charlotte zu Schaumburg-Lippe (1864–1946) geboren, von 1891 bis 1918 die letzte Königin von Württemberg. Friedrich zu Schaumburg-Lippe, der letzte Besitzer der Herrschaft Nachod, lebte mit seiner Frau Louise von Dänemark auf Schloss Ratibořice, bis Louise 1906 starb. Als deutscher Staatsangehöriger wurde Prinz Friedrich nach dem Ende des Zweiten Weltkriegs am 12. Mai 1945 über die nahe Staatsgrenze nach Sackisch im Glatzer Land abgeschoben, das nach Kriegsende 1945 an Polen gefallen war. Dort verstarb er am 12. Dezember 1945 im Gasthof „Vier Linden“. Nach Absprache zwischen den polnischen und tschechischen Behörden wurde sein Leichnam nach Nachod überführt und in aller Stille auf dem alten Soldatenfriedhof (Friedhof am weißen Kreuz in Nachod) in der Nähe des Schlosses beigesetzt.

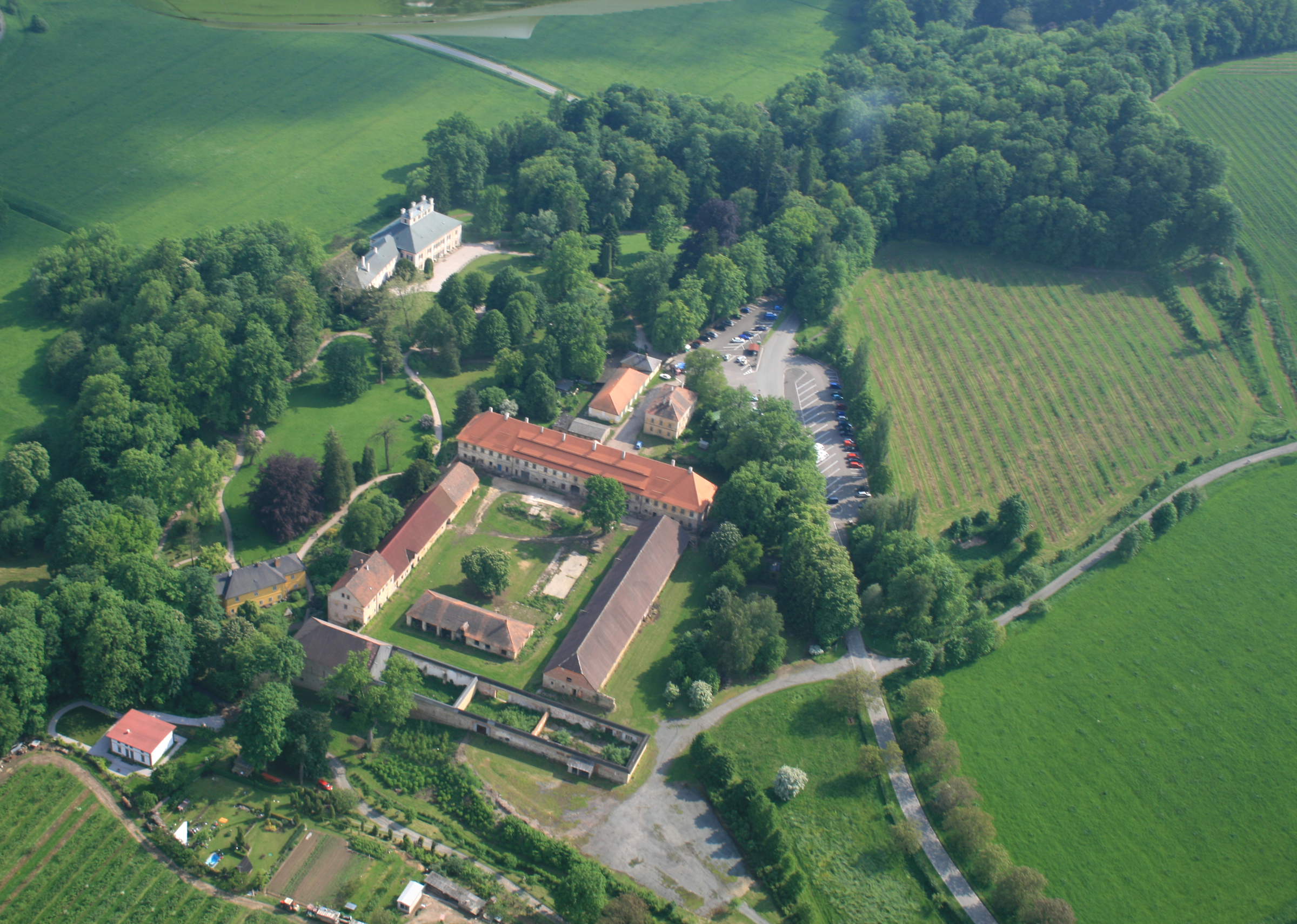
Luftbild vom Schlossareal

Die bekannte tschechische Schriftstellerin Božena Němcová verbrachte ihre Kindheit in Ratibořice. Durch ihren autobiographischen Roman Babička wurde das Dorf mit dem Schloss und seiner Umgebung berühmt. Auch die Schlossherrin Wilhelmine von Sagan spielt in dem Roman eine wichtige Rolle.
In der Nähe befinden sich das malerische Tal Babiččino údolí (Großmuttertal) und das Staré Bělidlo (Alte Bleiche) (50° 25′ 29,6″ N, 16° 2′ 56,8″ O).